# Tom Doshi
Tom Gjekë Doshi (Scutari, 6 giugno 1966) è un imprenditore e politico albanese.

## Biografia
È nato a Scutari il 6 giugno 1966 ed è cresciuto a Velipojë. Dopo aver prestato servizio militare, è entrato nei settori edile ed energetico, trasferendosi nel 1997 a Adelaide, in Australia, e vivendo tra i due paesi per diversi anni. Si è laureato nel 2005 presso la Facoltà di Giurisprudenza dell'Università statale di Tetovo.
Alle elezioni parlamentari del 2005 è risultato eletto all'Assemblea dell'Albania col Partito Democristiano d'Albania (PDK), venendo rieletto alle successive elezioni del 2009, del 2013 e del 2017 col Partito Socialista d'Albania (PS). Durante i suoi vari mandati è stato descritto come uno tra i più ricchi membri del parlamento albanese. Nel 2015 è stato espulso dal gruppo del Partito Socialista per aver sostenuto di esser stato bersaglio di un complotto ordito dal presidente dell'Assemblea Ilir Meta, che avrebbe pagato un sicario per uccidere Doshi e il parlamentare del Partito Democratico Mhill Fufi. Nel 2017 è approdato presso il Partito Socialdemocratico d'Albania (PSD), di cui sarebbe divenuto leader nel 2020. Si era inoltre presentato alle elezioni parlamentari del 2021, ricevendo l'autorizzazione da parte della Commissione elettorale centrale, ma si è poi ritirato nell'aprile 2021, rassegnando poi le proprie dimissioni dal parlamento il 27 maggio successivo, venendo sostituito da Jetmira Rraboshta.

## Controversie
Nel 1990, durante il suo servizio militare, è stato condannato ad un anno di reclusione per cattiva condotta poiché durante una rissa tra ubriachi a Durazzo un membro del suo gruppo ha accoltellato una persona.
Nel 2008 ha aggredito il giornalista Besar Likmeta di Balkan Investigative Reporting Network (BIRN), il quale sosteneva che la laurea di Doshi fosse falsa in quanto, secondo il Ministero dell'istruzione e della scienza, non aveva completato gli studi presso la Facoltà di Giurisprudenza dell'Università statale di Tetovo.
Nel 2018 è stato designato come persona non grata dagli Stati Uniti d'America per il suo "coinvolgimento in casi significativi di corruzione".
Nel 2023 la Commissione sul crimine australiano (ACIC) ha accusato Doshi di essere a capo di un'organizzazione criminale coinvolta in diversi reati tra cui riciclaggio di denaro e traffico di droga. Secondo l'ACIC il gruppo albanese, proveniente dall'area di Scutari e composto in larga parte da familiari di Doshi, avrebbe infiltrato a partire dal 2000 numerosi agenti nella porzione meridionale del paese, in particolare a Adelaide, Melbourne e Perth, approfittando delle leggi sull'immigrazione australiane e presentando documentazione falsa per l'ottenimento dei visti. Doshi tuttavia non è stato accusato direttamente di alcun reato in Australia.